# Belagerung von Québec
Europäischer Kriegsschauplatz:
Pirna* – Lobositz* – Prag* – Kolin* – Hastenbeck** – Groß-Jägersdorf* – Moys* – Hastenbeck* – Roßbach* – Breslau* – Leuthen* – Rheinberg** – Krefeld** – Domstadtl* – Olmütz* – Mehr** – Zorndorf* – Saint-Cast – Hochkirch* – Bergen** – Kay* – Minden** – Kunersdorf* – Lagos*** – Hoyerswerda* – Bucht von Quiberon*** – Maxen* – Koßdorf* – Landeshut* – Emsdorf** – Warburg** – Liegnitz* – Berlin* – Kloster Kampen** – Torgau* – Döbeln* – Vellinghausen** – Ölper** – Burkersdorf* – Reichenbach* – Freiberg*
(* Dritter Schlesischer Krieg, ** westlicher Kriegsschauplatz – Großbritannien/Kur-Hannover u. a. Alliierte gegen Frankreich, *** Seeschlacht)
Amerikanischer Kriegsschauplatz:
Siebenjähriger Krieg in Nordamerika und der Karibik
Monongahela – Lake George – Carillon – La Belle Famille – Québec – Beauport – Abraham-Ebene – Sainte-Foy – Restigouche – Tacky’s Rebellion – Belagerung von Havanna – Pontiac-Aufstand
Asiatischer Kriegsschauplatz:
Dritter Karnatischer Krieg
Kalkutta – Chandannagar – Plassey – Cuddalore – Negapatam – Condore – Madras – Masulipatam – Pondicherry I – Chinsurah – Wandiwash – Pondicherry II – Manila – Palaris-Aufstand
Die Belagerung von Québec war eines der wichtigsten Ereignisse des Siebenjährigen Krieges in Nordamerika zwischen Frankreich und Großbritannien. Britische Truppen unter dem Kommando von James Wolfe landeten am 26. Juni 1759 in der Umgebung der Stadt Québec und setzten sich auf der vorgelagerten Île d’Orléans sowie am Südufer des Sankt-Lorenz-Stroms fest. Vom gegenüberliegenden Flussufer aus nahmen sie die Stadt ab dem 12. Juli mehrere Wochen lang unter heftigen Artilleriebeschuss. Einen ersten Angriffsversuch auf das Nordufer konnten die Franzosen unter Louis-Joseph de Montcalm am 31. Juli in der Schlacht bei Beauport abwehren. Als Vergeltung zerstörten die Briten daraufhin mehrere hundert Gebäude in den Dörfern der Umgebung. Schließlich gelang es den Briten nach zweieinhalbmonatiger Belagerung, westlich der Stadt auf das Nordufer überzusetzen. Die entscheidende Schlacht auf der Abraham-Ebene am 13. September endete mit einem Sieg der Briten, die daraufhin den Belagerungsring schließen konnten. Am 18. September kapitulierte die verbliebene französische Garnison und die strategisch bedeutende Stadt Québec ging in britischen Besitz über.

## Ausgangslage

### Verzögerte Eroberung Neufrankreichs
Im Juni 1757 wurde William Pitt nach wenigen Monaten in der Opposition erneut in die britische Regierung berufen und bildete eine Koalition mit dem Duke of Newcastle. Als Secretary of State verfolgte er wieder die zwischenzeitlich fallengelassenen Pläne zur Eroberung der französischen Kolonien in Nordamerika, mit Kanada als Hauptziel. Der Feldzug von 1758 war für die Briten ein Teilerfolg: Am 26. Juli nahmen Admiral Edward Boscawen und Brigadier Jeffrey Amherst die Festung Louisbourg auf der Kap-Breton-Insel ein, vier Monate später gelang die Einnahme von Fort Duquesne im Ohio-Tal durch General John Forbes. Das Hauptziel konnte zunächst nicht umgesetzt werden: Am 8. Juli endete die Schlacht um Fort Carillon mit einem französischen Sieg, als die von Louis-Joseph de Montcalm angeführten Truppen die Briten unter James Abercrombie zurückschlugen.
Pitt wollte, dass die britische Flotte nach der Einnahme Louisbourgs sofort nach Québec vorstößt, doch die Royal Navy riet aufgrund des nahenden Winters davon ab. Amherst, der zum Oberbefehlshaber der britischen Truppen in Nordamerika befördert worden war, ordnete einen gestaffelten Feldzug an. Truppen sollten noch im Herbst über Land nach Montreal vorstoßen. Während dieser Operation griff Brigadier John Prideaux das Fort Niagara am Ontariosee an und konnte es nach der Schlacht bei La Belle Famille einnehmen. Währenddessen fuhr die Flotte unter Vizeadmiral Charles Saunders den Sankt-Lorenz-Strom hinauf bis kurz vor Québec, um Bodentruppen an Land zu setzen, die mit der Belagerung der Stadt beginnen sollten. Generalmajor James Wolfe erhielt die Aufgabe, die Außenposten im Osten und Westen Neufrankreichs zu verteidigen und die Franzosen dadurch zu zwingen, ihre Truppen aufzuteilen.

### Kaum Unterstützung aus Frankreich
Gouverneur Pierre de Rigaud und Louis-Joseph de Montcalm, Kommandeur der Truppen Neufrankreichs, entsandten im Dezember 1758 Louis Antoine de Bougainville eiligst nach Versailles, um Hilfe anzufordern. Die französische Regierung war kaum in der Lage, Unterstützung zu bieten. Montcalm hielt die Lage für aussichtslos. Obwohl er auf umfangreichen Nachschub an Soldaten und Munition hoffte, war er sich bewusst, dass die Royal Navy in der Lage war, jedes französische Schiff abzufangen. Er schlug einen Scheinangriff auf Virginia oder Carolina vor, um einen Sklavenaufstand anzuzetteln. Dadurch wären die Briten gezwungen gewesen, Truppen dorthin zu verschieben und weniger offensiv gegen Kanada vorzugehen. Ebenso schlug er vor, die fähigsten kanadischen Milizionäre in die französischen Truppen einzugliedern. Montcalm bat aus gesundheitlichen Gründen um seine Abberufung. Vaudreuil wiederum erbat die Hilfe der französischen Marine, damit diese im Sankt-Lorenz-Golf direkt gegen den Feind oder in einem Ablenkungsmanöver gegen britische Kolonien vorgehe. Gleichzeitig befürwortete er die Abberufung Montcalms und schlug dessen Stellvertreter François-Gaston de Lévis als Nachfolger vor.
Die französische Regierung beschloss, vier Schiffe mit Munition und Ausrüstung zu entsenden, den Transport von Lebensmitteln überließ sie privaten Unternehmern. Darüber hinaus wurden 400 zusätzliche Soldaten, 40 Kanoniere und mehrere Ingenieure entsandt. Man war sich mit Montcalm einig, kanadische Milizionäre in die Reihen der französischen Truppen aufzunehmen. Montcalm wurde nicht abberufen, sondern als Anerkennung für seinen Sieg bei Carillon zum Generalleutnant befördert. Vaudreuil erhielt den Befehl, bei allen Fragen zu militärischen Operationen und der Verteidigung Montcalm zu Rate zu ziehen und ihm alle Briefe zu übermitteln, die er aus Frankreich erhielt.
Die Blockade des Sankt-Lorenz-Stroms, mit der Vize-Admiral Philip Durell beauftragt worden war, erwies sich als Misserfolg. Wegen des vereisten Flusses musste er seine Schiffe bis Ende April 1759 in Halifax zurückbehalten. Ungünstige Winde sorgten für eine weitere Verzögerung bis zum 5. Mai. Erst am 21. Mai traf die aus zehn Kriegs- und drei Transportschiffen bestehende Flotte mit 600 Soldaten in Le Bic bei Rimouski ein. 16 französische Schiffe hatte diesen Ort bereits am 9. Mai passiert und erreichten Québec am 18. Mai. Weitere Konvois – darunter die Chézine mit Bougainville an Bord – folgten im Laufe der nächsten Tage.

## Ablauf der Belagerung

### Vorbereitungen

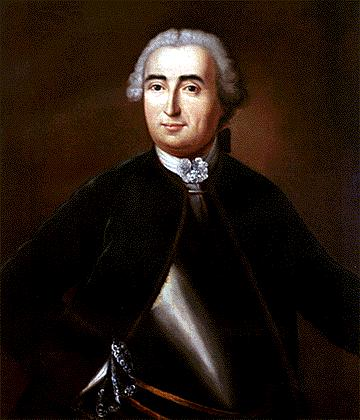
Louis-Joseph de Montcalm

Die französische Heeresführung erfuhr Anfang Mai 1759 von einer neuen Expedition gegen Québec über den Sankt-Lorenz-Strom. Montcalm, der in Montreal weilte, brach umgehend nach Québec auf, um die Verteidigung der Stadt zu übernehmen. Er kam dort am 22. Mai an und begann, die notwendigen Arbeiten zu leiten. Am 24. Mai begannen 300 Seeleute am rechten (westlichen) Ufer des Rivière Saint-Charles Schanzen auszuheben. Über diesen Fluss wurde eine Hafenkette gelegt. Weitere Schanzen entstanden zwischen dem Montmorency-Fall und der Stadtmauer. Die französischen Bataillone, die in Montreal überwintert hatten, wurden nach Québec verlegt. Vaudreuil ordnete die Mobilisierung der gesamten Miliz und die Evakuierung der Umgebung Québecs an (die Île d’Orléans, das Südufer um das heutige Lévis, der Uferbereich von Beauport). Die Bewohner strömten mit Wertgegenständen und Viehherden in die Stadt, die Männer schlossen sich ihren Milizeinheiten an. Wehrpflichtig waren alle fähigen Männer im Alter von 16 bis 60 Jahren. Insgesamt zählte man rund 15.000 Kämpfer (darunter etwa 140 deportierte Akadier), die sich in den Dienst der 60.000 Einwohner zählenden Kolonie stellten. Montcalm bemerkte spöttisch, die Hälfte der Milizionäre seien Greise oder Kinder. Die Evakuierung der ländlichen Umgebung konnte nicht rechtzeitig abgeschlossen werden, so dass sich die Bewohner bewaffnet in den Wäldern versteckten.
Auf Seiten der Briten begann die Expedition gegen Québec am 4. Juni. Saunders’ Flotte verließ Louisbourg und segelte den Sankt-Lorenz-Strom hinauf in Richtung Québec. 49 Kriegsschiffe (etwa ein Viertel der gesamten Royal Navy) beförderten 13.500 Mann Besatzung. Hinzu kamen 119 requirierte Handelsschiffe mit 4.500 Matrosen, die ein 8.500 Soldaten zählendes Landungskommando an Bord hatten.

### Vor Québec
Am 26. Juni erreichte die britische Flotte problemlos die Île d’Orléans gegenüber von Québec. Französische Seekarten und Informationen gefangener Seeleute ermöglichten es den britischen Lotsen, ihre Ziele ohne Verluste zu erreichen. Die Briten gingen behutsam und methodisch vor: Sie loteten den Strom systematisch aus und überprüften dadurch die Exaktheit der Angaben des Feindes. An diesen Arbeiten beteiligte sich unter anderem James Cook. General Wolfe ließ am 27. Juni einen Teil der Soldaten bei Saint-Laurent im Süden der Île d’Orléans an Land gehen. Sie marschierten zehn Kilometer bis zur Westspitze der Insel, wo sie die lange französische Verteidigungslinie vom Rivière Montmorency bis zur Stadt überblicken konnten. Wenig später errichteten die Briten dort ihr Hauptlager.
Noch am 26. Juni ließ Wolfe ein Manifest verbreiten, um die Bevölkerung einzuschüchtern. Kopien wurden in den folgenden Tagen an die Pforten verschiedener Kirchen angeschlagen. Darin drohte er die Zerstörung von Siedlungen und Ernten an, falls die britischen Truppen auf Widerstand stoßen sollten. Am späten Abend des 28. Juni ließen die Franzosen sieben Brander den Fluss hinabtreiben, um der vor der Île d’Orléans ankernden Flotte möglichst großen Schaden zuzufügen und die Landeoperationen zu unterbrechen. Die Brander wurden jedoch etwas zu früh angezündet, so dass es den Briten gelang, sie von Booten aus mit Haken wegzuziehen. In der folgenden Nacht gingen leicht bewaffnete britische Truppen auf dem Gebiet der am Südufer gelegenen Gemeinde Beaumont an Land. Am Morgen des 30. Juni folgten ihnen vier Bataillone der Monckton-Brigade. Der kanadischen Miliz gelang es nicht, die Landung zu verhindern.

### Anhaltender Artilleriebeschuss

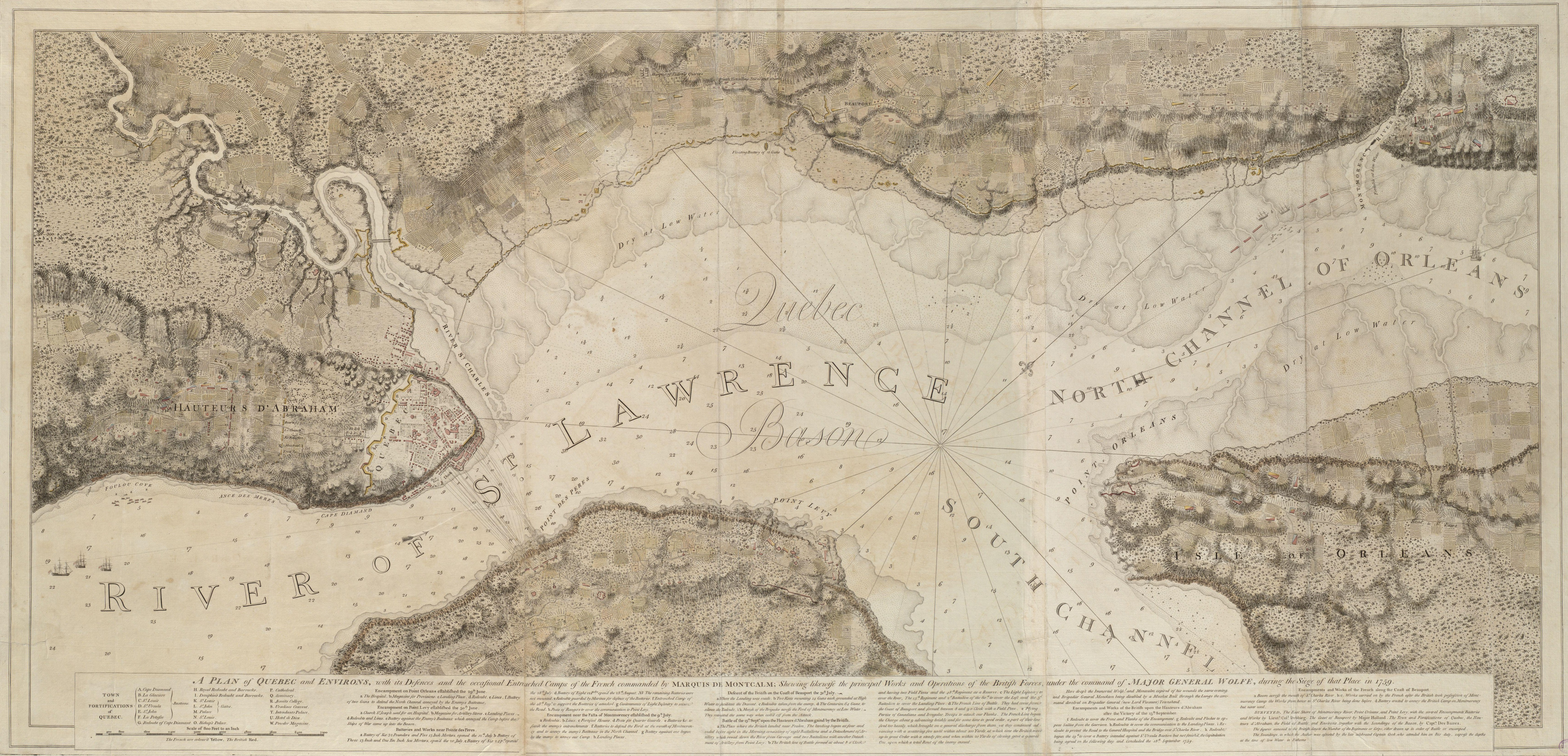
Plan der Belagerung von Québec 1759, gezeichnet von F. W. Des Barres

Ebenfalls am 30. Juni wurden die Stadttore Québecs verschlossen. Währenddessen begann Moncktons Einheit im Dorf Saint-Joseph-de-la-Pointe-De Lévy unmittelbar gegenüber der Stadt Artillerie-Batterien aufzubauen, in einer Entfernung von ca. 1200 yards bis zu einer Meile (ca. 1100 bis 1600 Meter). Oberstleutnant George Williamson, Kommandant der Artillerie, ließ am 6. Juli eine erste Batterie mit fünf 13-Zoll-Mörsern und sechs 32-Pfund-Kanonen aufstellen. Ende August waren vier Batterien mit 13 Mörsern und 20 Kanonen im Einsatz. Die Batterien waren entlang der Felswand aufgestellt (bei der heutigen Schule École Marcelle-Mallet in Lévis). Dort war auch die Redoute von Oberstleutnant Ralph Burton zu finden.
Am Abend des 12. Juli, gegen 21 Uhr, eröffnete die Artillerie das Feuer. Die Stadt wurde zwei Monate lang praktisch während der ganzen Nacht beschossen, gelegentlich auch tagsüber. Vom Beginn des Beschusses bis etwa um die Mittagszeit des folgenden Tages durchdrangen jeweils rund 300 Geschosse die Festungsanlagen. Der Beschuss war auf die Häuser in der Oberstadt und die französischen Batterien in der Unterstadt gerichtet. Bereits am ersten Tag des Beschusses war das Kloster der Ursulinen beschädigt worden, worauf die Nonnen ins Hôpital général im Nordwesten der Stadt umziehen mussten. Trotz der schweren Schäden ist das Ursulinenkloster eines der wenigen Gebäude jener Epoche, die heute noch stehen.
Die schwersten Schäden entstanden durch eine beträchtliche Zahl von Brandgeschossen. Die als Karkassen bezeichneten Geschosse lösten mehrere Großbrände aus; am 16. und 22. Juli in der Oberstadt, am 8. August in der Unterstadt. Die Kathedrale Notre-Dame de Québec wurde am 22. Juli zerstört. Die größten Schäden richtete der Brand am 8. August an, als 152 Gebäude und die Kirche Notre-Dame-des-Victoires ein Raub der Flammen wurden. In einer britischen Depesche vom 10. August war zu lesen: „Wir haben bereits mehr als dreimal so viel Munition verschossen wie bei der Belagerung von Louisbourg.“ Am 2. September rapportierte Williamson, es seien „2498 Granaten zu 30 Zoll, 1920 Granaten zu 10 Zoll, 283 Brandgeschosse zu 10 Zoll, 93 Brandgeschosse zu 10 Zoll sowie 11.500 Kanonenkugeln zu 24 Pfund und 1589 Kanonenkugeln zu 32 Pfund“ verschossen worden. Aufgrund geringer Pulverreserven hatten die französischen Batterien diesem massiven Beschuss kaum etwas entgegensetzen.

### Schlacht von Beauport
In der Nacht vom 8. auf den 9. Juli gingen britische Einheiten östlich des Montmorency-Falls unbehelligt an Land und errichteten etwa 1,2 km vom östlichen Ende der französischen Befestigungsanlagen bei Beauport entfernt ein Lager. Am 30. Juli entschied sich James Wolfe für einen Angriff, der jedoch wegen ungünstiger Winde erst am folgenden Tag ausgeführt werden konnte. Er wollte eine Redoute einnehmen, um die Franzosen aus ihren Schützengräben hervorzulocken. Zu spät bemerkte er, dass die Briten in Schussweite der Franzosen waren, befahl aber die Fortsetzung des Angriffs. Weitere Truppen konnten erst mit einigen Stunden Verzögerung abgesetzt werden. Heftiger französischer Widerstand und ein Sommergewitter, das die mitgebrachten Pulvervorräte durchnässte, zwangen Wolfe zum Rückzug. Die Schlacht von Beauport endete mit einem französischen Sieg; die Briten erlitten 443 Verluste, die Franzosen 60.

### Strafexpeditionen

#### Goreham-Expeditionen
Nach der Niederlage von Beauport befahl Wolfe die Befestigung seines Lagers beim Montmorency-Fall. Er hielt dadurch seine Männer beschäftigt, bis er einen neuen Angriffsplan ausgedacht hatte. Am 3. August gab er James Murray den Befehl, einen Angriff gegen das Munitions- und Proviantdepot in Trois-Rivières zu versuchen sowie durch mehrere Landungen westlich von Québec den Feind zu teilen und abzulenken. Diese Mission dauerte bis zum 25. August.
Am 4. August, mehr als einen Monat nach Verbreitung des ersten Manifests an die Bevölkerung, begann Wolfe seine Drohung wahrzumachen und befahl die Zerstörung von Siedlungen und Einrichtungen in der Umgebung. Mit den Vergeltungsaktionen beauftragte er Joseph Goreham, der 150 Rangers zugeteilt erhielt. In einen Brief an Monckton am 6. August schlug Wolfe vor, «alle Häuser des Dorfes Saint-Joachim am Rivière Montmorency» in Brand zu stecken und, sollte Goreham rechtzeitig zurückkehren, ihm alle notwendigen Verstärkungen zu geben, um auch alle Gebäude zwischen dem Rivière Chaudière und dem Rivière Etchemin zu zerstören.
Goreham und seine Männer brachen am 6. August zum Dorf Baie-Saint-Paul auf, das sie drei Tage später zerstörten. Die Expedition zog weiter ins zehn Meilen weiter östlich gelegene La Malbaie und verwüstete auf dem Weg dorthin alles. Nachdem sie noch einen Teil der Pfarrei Sainte-Anne-de-la-Pocatière zerstört hatten, kehrten sie am 15. August zurück. Am selben Tag schrieb Wolfe an Monckton: „Alle Häuser und Ställe zwischen dem Rivière Etchemin und dem Rivière Chaudière konnten bei der ersten Gelegenheit in Brand gesteckt werden.“ Kaum im Lager angekommen, brachen Gorehams Männer zu einer weiteren Expedition auf. Am 23. August waren sie in Montmorency und begannen mit der Zerstörung aller Gebäude bis nach Saint-Joachim. Brände gab es am selben Tag auch auf der Île d’Orléans.
Die Zerstörung der Dörfer ging nicht ohne Widerstand vonstatten. Die Rangers stießen auf mehrere Gruppen von Frankokanadiern und Ureinwohnern, die ihren Besitz sowie jenen ihrer Nachbarn und Eltern verteidigten. Gorehams Truppe war auf Anordnung von Hauptmann Alexander Montgomery mit 300 Soldaten des 43. Regiments verstärkt worden, um sich der Miliz um M. de Portneuf, dem Pfarrer von Sainte-Anne-de-Beaupré, entgegenzustellen. Mit einer Kanone zwangen die Briten die Verteidiger, die Häuser zu verlassen, in denen sie sich verbarrikadiert hatten. Portneufs dreißigköpfige Milizeinheit wurde gefangen genommen, getötet und skalpiert.

#### Scott-Expedition
Wolfe schrieb am 22. August: „Ich beabsichtige, sämtliche Gebäude und die gesamte Ernte des Feindes am Südufer niederzubrennen.“ Major George Scott wurde mit dem Kommando dieser zweiten Strafexpedition betraut. Am 1. September brach Scotts Einheit auf und segelte den Fluss hinunter zur Île Madame, einer kleinen Insel nordöstlich der Île d’Orléans. Sie legte am 3. September dort ab und erreichte am Nachmittag des 6. September das Südufer des Sankt-Lorenz-Stroms. Am folgenden Tag ankerten Scotts Männer in der Nähe von Kamouraska. Scott schickte eine Patrouille los, um die Gegend zu erkunden. Am 9. September setzte die Einheit in Kamouraska 56 Gebäude in Brand, einen Tag später weitere 109 Gebäude.
Scotts Einheit marschierte am 11. September weiter nach Rivière-Ouelle, wo 121 Gebäude in Brand gesteckt wurden. Am 12. und 13. September folgten 271 Gebäude in der Umgebung. Zwischen Rivière-Ouelle und Sainte-Anne wurden 151 Gebäude zerstört, zwischen Sainte-Anne und Saint-Roch nochmals 90. Scott schrieb am 19. September in seinem Bericht, seine Einheit sei insgesamt 52 Meilen marschiert und habe dabei „998 gute Häuser, zwei Slups, zwei Schoner, zehn Schaluppen, mehrere Boote und kleine Segel zerstört, 15 Gefangene genommen (darunter sechs Frauen und fünf Kinder), fünf Feinde getötet“. Dabei seien ein regulärer Soldat verwundet, zwei Ranger getötet und vier weitere Ranger verwundet worden.
Mitte September rapportierte das britische Heer „mehr als 1400 zerstörte Bauernhöfe“ in der ländlichen Umgebung Québecs beidseits des Flusses. Der Boston-Newsletter, eine Zeitung aus Neuengland, berichtete am 6. Dezember darüber und schätzte, dass der Feind wohl fast ein halbes Jahrhundert benötigen werde, um sich zu erholen.

### Neuer Angriffsplan

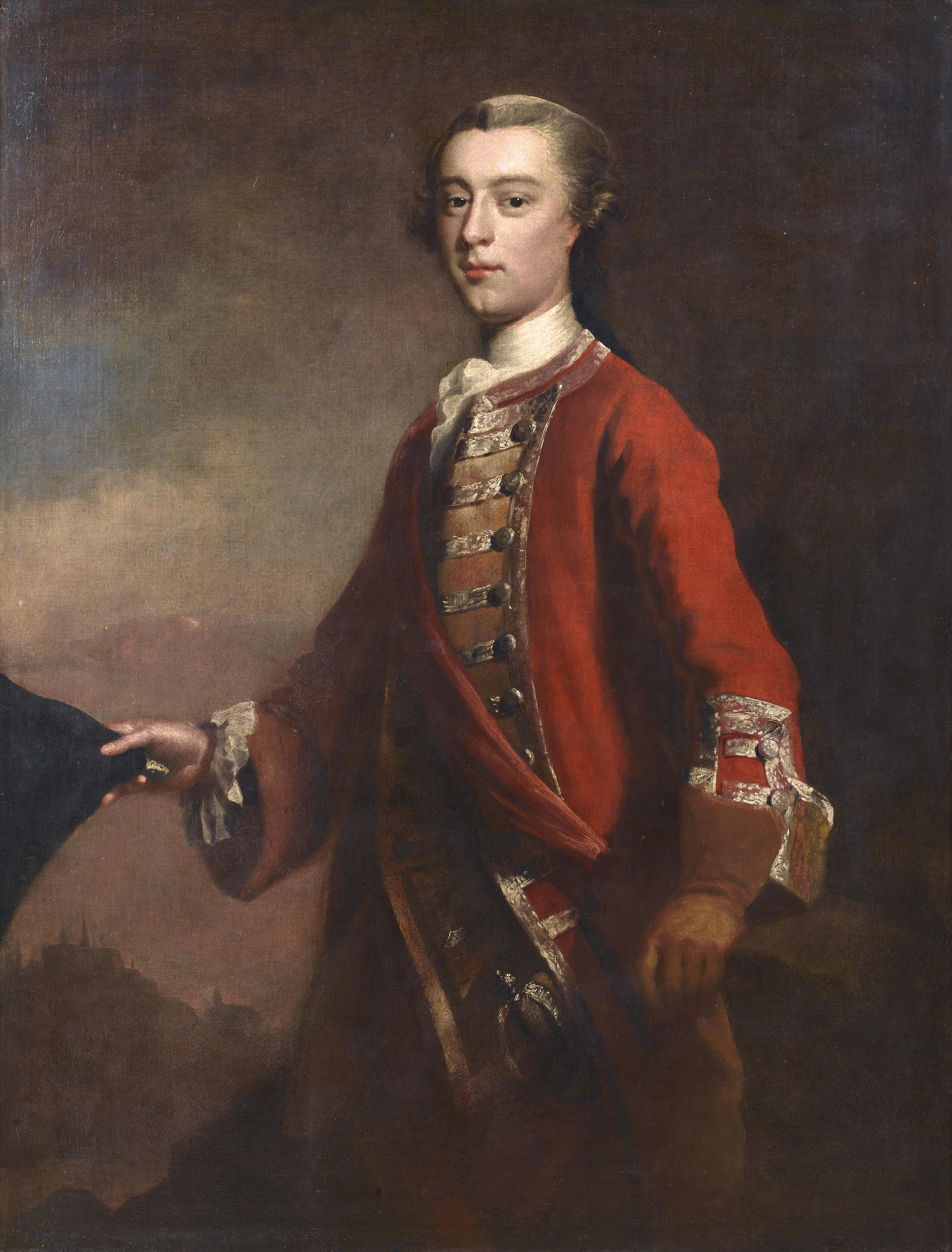
James Wolfe

Während die britischen Soldaten die Stadt bombardierten sowie die Umgebung plünderten und niederbrannten, entwarf Wolfe einen neuen Angriffsplan. Mitte August verschlechterte sich sein Gesundheitszustand und am 19. August musste er sich wegen eines Fieberschubs ins Bett legen. Gemäß dem Hauptmann John Knox befand er sich ab dem 25. August wieder auf dem Weg der Besserung. Schließlich entschied er sich am 27. August dazu, seine Brigadiere zu konsultieren, was er bis zu diesem Tag noch nie getan hatte. Er schlug drei Vorgehensweisen vor, die alle einen Angriff auf die Verteidigungslinie von Beauport umfassten. Französische Deserteure hatten berichtet, dass die Stadt nur noch über geringe Vorräte verfüge, weshalb sie sich bei einem Angriff wohl bald ergeben würde.
Die drei Brigadiere Robert Monckton, George Townshend und James Murray trafen sich am 28. August und berieten sich mit Vizeadmiral Charles Saunders. In einem am 29. August datierten Bericht kamen sie zum Schluss, dass die vorgelegten Angriffspläne ungeeignet seien und die Armee die Stadt stattdessen von Westen her angreifen sollte. Sie empfahlen einen Angriff auf Pointe-aux-Trembles, unmittelbar gefolgt von einer Verschanzung an der nächstgelegenen geeigneten Stelle. Wolfe ging auf die Vorschläge seiner Untergebenen ein, etwas später modifizierte er diese Idee jedoch und entschied sich ohne größere Diskussion, den Angriff in der kleinen Bucht Anse au Foulon bei Sillery zu beginnen.
Ab dem 3. September räumten die Briten ihr Lager bei Montmorency vollständig. Wolfe beließ die von Carleton geführten Royal Americans in ihrem Lager auf der Île d’Orléans und das von Burton geführte 48. Regiment bei Pointe-Lévy. Den Großteil der Armee verschob er westwärts dem Südufer entlang bis zu einer Stelle gegenüber der Mündung des Rivière Etchemin. Die militärische Ausrüstung wurde nachts flussaufwärts in Booten transportiert und die Soldaten marschierten dem Ufer entlang. Ein paar Tage später stand alles bereit, um die Soldaten über den Sankt-Lorenz-Strom zu transportieren. Am 12. September trafen sich Wolfe und seine Brigadiere an Bord der HMS Sutherland, um den Schlachtplan vorzubereiten. Während der Nacht führte Saunders’ Flotte vor Beauport Manöver durch, um eine Landungsoperation vorzutäuschen.

### Schlacht auf der Abraham-Ebene

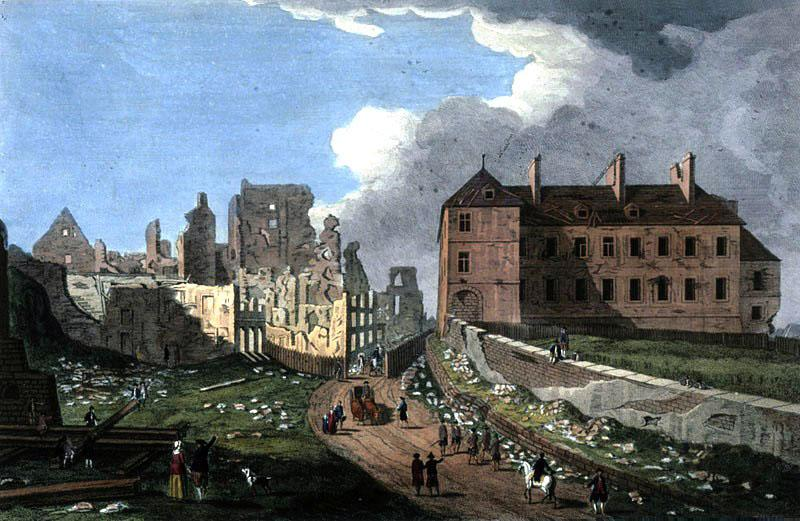
Bischofspalast von Québec und umliegende Ruinen

Am Morgen des 13. September setzten die britischen Soldaten mit Booten ans nördliche Ufer des Sankt-Lorenz-Stroms über. Von einem Wachtposten aus bemerkten die Franzosen zwar Boote auf dem Fluss, nahmen jedoch fälschlicherweise an, es handle sich um einen französischen Versorgungskonvoi. Bei Sonnenaufgang hatte Wolfes Armee erfolgreich oberhalb des Abhangs der Colline de Québec positioniert. Die Reaktion der Franzosen war zunächst sehr zögerlich, da sie den Angriff eigentlich im Osten bei Beauport erwartet hatten. Die Briten nutzten die ganze Breite des Hochplateaus und rückten auf die Stadt vor. Auf der Abraham-Ebene kam es zur offenen Feldschlacht nach europäischer Militärmanier des 18. Jahrhunderts, der einzigen dieser Art während des Siebenjährigen Krieges in Nordamerika. Einen ersten Angriff der Franzosen konnten die Briten zurückschlagen und gingen danach ihrerseits in die Offensive über. Wolfe wurde tödlich getroffen, während Montcalm schwere Verletzungen erlitt und diesen einen Tag später erlag. Unter James Murrays Kommando konnten die Briten den Belagerungsring schließen. Am 18. September gab die französische Garnison auf und kapitulierte.